# Marnie McBean
Marnie Elizabeth McBean  (ur. 28 stycznia 1968 w Vancouver) – kanadyjska wioślarka, wielokrotna medalistka olimpijska.
Brała udział w dwóch igrzyskach olimpijskich. W Barcelonie wywalczyła dwa złote krążki. Zwyciężyła w dwójce bez sternika wspólnie z Kathleen Heddle oraz w najbardziej prestiżowej konkurencji - ósemkach. Cztery lata później ten sam duet ponownie zwyciężył w dwójce, tym razem jednak podwójnej, a w czwórce zajęły z koleżankami trzecie miejsce. Z igrzysk w Sydney wykluczyła ją kontuzja i wkrótce zakończyła karierę sportową. Stawała na podium mistrzostw świata. W 2002 została uhonorowana Medalem Thomasa Kellera.